# Netværkseffekt
Netværkseffekt eller netværkslogik er, at værdien af en vare eller ydelse er afhængig af antallet af kunder, som i forvejen ejer eller bruger denne vare. Hver gang man f.eks. køber man en telefon, øges værdien af andres telefoner, idet sidstnævnte nu får mulighed for at kommunikere med endnu flere.

## Historie
Netværkseffekten vandt især gehør i dot com-virksomhedernes forretningsmodeller sidst i 1990'erne. Disse foretagender fungerede bl.a. under den opfattelse, at når et nyt marked med netværkseffekt opstår, bør virksomheden i højere grad fokusere på at vinde markedsandele end blive profitabel. Havde man først sat sig på markedet, ville man også være i stand til at sætte de tekniske og marketingsmæssige standarder og på den måde ruste sig til fremtidig konkurrence.